# Republikken Kinas reformerede regering
Republikken Kinas reformerede regering var en marionetstat som Japan opretholdt i Kina i årene 1937–1945. Officielt styrede den hele Kina, bortset fra Manchukuo, men i praksis kontrollerede regeringen kun de provinser i det østlige Kina, som var under kontrol af Japan: Jiangxi, Anhui (med hovedstaden Nanjing) og de nordlige dele af Zhejiang.
Regeringsleder var den afhoppede nationalistpolitiker Wang Jing-wei. Wang Jing-weis regering erklærede sig som Kinas lovlige regering og anvendte samme officielle navn (Republikken Kina), samme flag, emblemer med mere, som Chiang Kai-sheks regime (som efter Nanjings fald i vinteren 1937 var flygtet til Chongqing). Wangs Kina blev dog kun anerkendt af aksemagterne og de regeringer, som samarbejdede med Japan.

## Baggrund
I 1931 oprettede japanerne staten Manchukuo, og som statsoverhoved indsattes Manchu-dynastiets sidste kejser, Pu-Ji. Siden den kinesisk-japanske konflikts udbrud forsøgte japanerne i Kina at få indsat tilsvarende projapanske vasalregeringer, først den så kaldte "provisoriske regering" i Peking, siden den så kaldte "reformregering" i Nanking, begge uafhængige af hinanden. Ingen af dem formåede dog at udvikle sig til den af Japan ønskede "centralregeringen": deres ledende personer savnede Pu-Jis ærgerrighed, og de fik aldrig nogen popularitet hos den kinesiske befolkning. Japan søgte længe efter en egnet person med større tiltrækningskraft hos den kinesiske befolkningen. I 1940 kom Wang Jing-wei ind i denne rolle.
Wang Jing-wei havde en høj rang i det republikanske Kina. Han var en af Sun Yat-sens mest bekendte medarbejdere. Frem til samarbejdet med japanerne havde han haft posten som Kuomintangs vicepræsident og været leder af det centrale politiske råd i Chongqing.
Ved udgangen af året 1938 havde Wang i hemmelighed forladt den daværende hovedstad Chongqing og fra Hongkong sendt et telegram, hvori han erklærede sig indforstået med den af Japans ministerpræsident Konoye proklamerede østasiatiske nyordning. Ydermere krævede han, at Kuomintang og Chiang Kai-shek skulle komma til forhandlinger. Som følge deraf blev han udelukket fra Kuomintang. Der efter boede han i Hanoi. Efter, at kinesiske patrioter havde myrdet hans sekretær, aktiviserede han sit fredsforsøg og rejste til Shanghai, Tientsin og til sidst Tokyo. I juli 1939 udstedte Chongqing-regeringen en ordre om hans tilfangetagelse.
I maj 1939 forhandlede Wang med japanerne om programmet ved oprettelsen af "centralregeringen". Ifølge den oprindelige plan skulle denne proklameres den 10. oktober 1939, det vil sige på Kinas nationaldag. Men proklameringen blev udskudt flere gange som følge af afstanden mellem Japans holdning og Wangs
vilkår. Japan måtte tage hensyn til de udenrigspolitiske virkninger, som etableringen af en sådan regering ville få. Det skulle først have ført til en ny handelsaftale med USA, og desuden bevirke forbedrede relationer med Sovjetunionen. Ingen af disse forhåbninger blev indfriede. På den anden side havde Wang for at ikke helt miste sine muligheder opstillet mange krav, der i blandt fastholdt Sun Yat-sens principper, bevarelsen af Kinas nationale flag, Nordkinas og det indre Mongoliets underkastelse samt de japanske troppers umiddelbare tillbagetrækning fra Midt- og Sydkina. Til sidst nåede man til et kompromis. På grund af opposition fra japanske krigere, som var vendt tilbage fra Kina, måtte Kuomintangs partiflag gøres til statssymbol i stedet for nationalflaget.

## Indsættelsen
Under store højtideligheder i Nanking proklamerede man den 30. marts 1940 oprettelsen af den nye "centralregering". Japanerne forestod en glimrende iscenesættelse af oprettelsen. Wang var Kuomintangs viceformand. Derfor kaldte japanerne ham for Kuomintangs leder nr 2. I Chongqing fandtes et centralt politisk råd, som i magt var overordnet kabinettet, og det nye Nanking-styre fik et råd med samme navn, hvilket almindeligt kaldtes det centrale politiske råd nr 2. Efter som den kinesiske regering i Chongqing ville indføre et konstitutionelt regeringssystem samt indkalde folkerepræsentationen, talte man også i Nanking om en konstitutionel forfatning. Desuden oplystes, at den hidtil legitime statspræsident i Chongqing Liu Sen var udpeget til stillingen som statspræsident for det nye Nanking-styre, mens Wang under Lius "fravær" i egenskab af ministerpræsident skulle indehave statspræsidentembedet.

## Aftalevilkårene
Kort efter, at "Centralregeringen" var blevet installeret i Nanking, forlod to af Wangs nærmeste medarbejdere, hvoraf den ene havde været med i Tokyo, ham og forlod Nanking. De erklærede, at den hemmelige overenskomst mellem Wang og Japan indbefattede vilkår var endnu hårdere end Japans 21 punkter fra 1915. De to mænd lod i en avis offentliggøre dokumenter skrevne på japansk.
Den hemmelige aftales overskrift lød: "Den nye regulering af forholdet mellem Japan og Kina". Den indeholdt tre grundprincipper:
1. Venskabeligt naboskab mellem Japan, Kina og Manchukuo;
2. fælles nationalt forsvar;
3. økonomisk samarbejde mellem de tre lande.

Det første grundprincip indbefattede, at Japan skulle overtage Kinas udenrigspolitik og kulturudvikling samt have flere slags rådgivere i Kina. Det andet punkt indebar udstationering af en japansk hær i Nordkina og det indre Mongoliet, en militær antikomintern-alliance, japanske militære rådgivere og instruktører i Kina, japansk krigsmateriel til oprettelse af en kinesisk hær og politistyrke, placering af japanske marineenheder i visse byer langs Yangtse-floden og på visse sydkinesiske øer samt endelig tilbagetrækning af japanske militær fra Midt- og Sydkina så snart, forholdene var sikre. Det tredje grundprincip betød i praksis en økonomisk blok med udelukkelse af uden for stående stater. Blokken skulle omfatte finanser, toldforhold, handel,
naturrigdomme, jordbrug og opbygningen af et nyt Shanghai. Ud over de tre grundprincipper fandtes en vigtig klausul om vidtgående selvstyre for Nordkina og det indre Mongoliet.

## Kritikken
Offentliggørelsen af disse dokumenter fremkaldte stor vrede både i den kinesiske befolkning mod Wang og i den udenlandske presse. Det blev en streg i regningen for den japanske politik. Den mest forbitrede kritik kom fra den amerikanske og russiske presse. En af Wangs sekretærere forklarede, at de angivne vilkår blot udgjorde et japansk udspil men skulle forandres betydeligt efter, at Wang havde fremlagt sit modforslag. Bevis herfor var, at aftalen, som undertegnedes den 31. december 1931, hverken i Tokyo eller i Shanghai officielt var blevet offentliggjort af nogen af parterne.
I Chungking rejste man kort efter en skammens statue for Wang, som stod der i jern i knæbøjet stilling. Knæbøjningen symboliserer ifølge kinesisk tradition en landsforræder.